# Hee-soo
Hee-soo (Hangul: 희수) hoặc Drama Special 2021 – Hee-soo (Hangul: 드라마 스페셜 2021 – 희수) là tập khởi chiếu mùa thứ mười hai của chuỗi phim truyền hình tuyển tập KBS Drama Special. Đây là tác phẩm đầu tiên trong chuỗi dự án UHD KBS Drama Special 2021 – TV Cinema. Phim có sự tham gia của Jeon So-min, Park Sung-hoon và Kim Yun-seul, được phát sóng vào ngày 22 tháng 10, 2021 lúc 23:25 (KST), thứ Sáu trên KBS2.

## Nội dung chính
Hee-soo là bộ phim giả tưởng tâm lý kinh dị dựa trên 1 câu chuyện có thật kể về nỗi bất hạnh của một cặp vợ chồng mất đi cô con gái 6 tuổi Hee-soo trong một vụ tai nạn giao thông. Người mẹ suy sụp hoàn toàn vì nỗi mất con quá lớn cho đến khi được gặp lại con qua công nghệ thực tế ảo. Tuy nhiên người mẹ lại quá đắm chìm cùng đứa con ảo mà quên đi thực tại.
Đây là bộ phim kinh dị nhằm phản ánh hiện thực và tương lai của xã hội Hàn Quốc. Khi con người sống chung với đau đớn và quá phụ thuộc vào công nghệ VR để tìm lại những gì đã mất. Để rồi sống trong ảo tưởng mà bỏ ngỏ thực tại.

## Diễn viên
| Diễn viên      | Vai diễn       | Giới thiệu | Tham khảo   |
| -------------- | -------------- | --- | ----------- |
| Jeon So-min    | Hwang Joo-eun  | Mẹ của Hee-soo – một người mẹ có thu nhập kép từ cả hai công việc, nhưng luôn cố gắng chia sẻ tình cảm với con gái bằng cách chia nhỏ thời gian bận rộn của bản thân. Cô ấy có tình mẫu tử sâu sắc, đang sống từng ngày mà không thể thoát khỏi cảm giác mất mát vì mất con gái. | [ 1 ] [ 5 ] |
| Park Sung-hoon | Jeong Tae-hoon | Ba của Hee-soo, luôn mang trong mình nỗi đau khi mất con gái. | [ 1 ]       |
| Kim Yun-seul   | Hee-soo        | Con Joo-eun và Tae-hoon, mất trong một tai nạn xe hơi khi mới 6 tuổi. | [ 1 ]       |
| Kim Kang-hyun  | Lee Joon-beom  | Nhà phát triển chương trình VR. | [ 1 ]       |
| Park Ha-na     | Kim Sang-mi    | Vợ của Lee Joon-beom. | [ 1 ]       |

## Quảng bá
Họp báo ra mắt phim truyền hình một tập Hee-soo diễn ra vào ngày 22 tháng 10, 2021 lúc 14:00 (KST) tại tòa nhà phụ của KBS ở Yeouido-dong, Yeongdeungpo-gu, Seoul. Trực tiếp trên Youtube KBS, Naver V-Live.
Jeon So-min và Park Sung-hoon cùng tham gia chương trình để quảng bá phim:
- Chương trình truyền hình Problem Child in House (옥탑방의 문제아들) tập 150 phát sóng lúc 22:40 (KST) thứ Ba, ngày 19 tháng 10, 2021 trên kênh KBS2.[7] Bản Engsub được chiếu trên KBS WORLD lúc 23:20 (KST) thứ Năm, ngày 21 tháng 10, 2021.
- Chương trình radio KBS Cool FM (KBS 쿨FM) phát sóng lúc 18:00 (KST) ngày 22 tháng 10, 2021.

## Phát hành
Phim được phát sóng trên kênh KBS2 vào ngày 22 tháng 10, 2021, lúc 23:25 (KST). Ngoài ra, phim cũng được phát hành sớm hơn 2 tuần trên các nền tảng trực tuyến (Btv, Wavve) vào ngày 8 tháng 10, 2021.

## Tỷ lệ người xem
| Ngày phát sóng    | Tỷ lệ khán giả trung bình | Tỷ lệ khán giả trung bình |
| Ngày phát sóng    | TNmS                      | AGB Nielsen               |
| Ngày phát sóng    | Hàn Quốc (Toàn quốc)      | Hàn Quốc (Toàn quốc)      |
| ----------------- | ------------------------- | ------------------------- |
| 22 tháng 10, 2021 | %                         | 1.2%                      |

## Giải thưởng và đề cử
| Năm  | Giải thưởng                                                              | Hạng mục                                                        | (Những) Người/Tác phẩm được đề cử | Kết quả      | Tham khảo     |
| ---- | ------------------------------------------------------------------------ | --------------------------------------------------------------- | --------------------------------- | ------------ | ------------- |
| 2021 | Korea UHD Award 2021                                                     | Giải thưởng phim truyền hình xuất sắc nhất (Best Picture Award) | Hee-soo                           | Đoạt giải    | [ 10 ] [ 11 ] |
| 2021 | Giải thưởng phim truyền hình KBS lần thứ 35 (35th KBS Drama Awards)      | Nữ diễn viên nhí xuất sắc nhất                                  | Kim Yoon-seul                     | Đề cử        | [ 12 ]        |
| 2021 | Giải thưởng phim truyền hình KBS lần thứ 35 (35th KBS Drama Awards)      | Nam diễn viên xuất sắc nhất trong Drama Special/TV Cinema       | Park Sung-hoon                    | Đoạt giải    | [ 12 ]        |
| 2021 | Giải thưởng phim truyền hình KBS lần thứ 35 (35th KBS Drama Awards)      | Nữ diễn viên xuất sắc nhất trong Drama Special/TV Cinema        | Jeon So-min                       | Đoạt giải    | [ 12 ]        |
| 2022 | Giải thưởng Truyền hình Quốc tế Seoul (Seoul International Drama Awards) | Nữ diễn viên xuất sắc nhất                                      | Jeon So-min                       | Chưa công bố | [ 13 ]        |
| 2022 | 2022 APAN Star Awards                                                    | Chính kịch dạng ngắn                                            | Hee-soo                           | Chưa công bố | [ 14 ]        |